# Az Osztrák–Magyar Monarchia Írásban és Képben

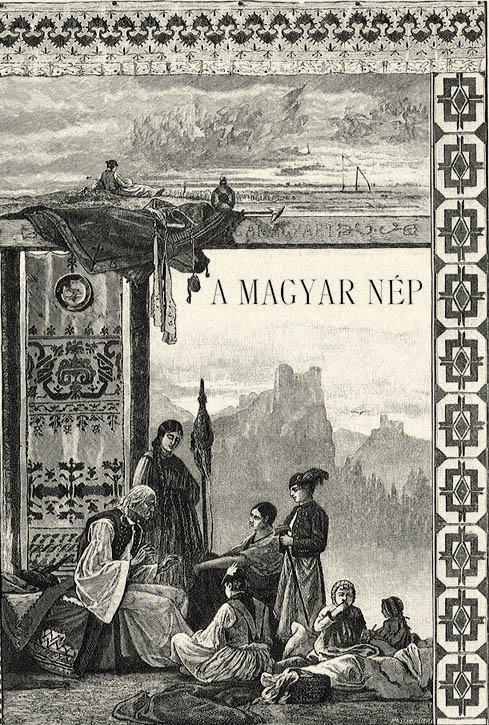
Kép a műből

Az Osztrák–Magyar Monarchia Írásban és Képben egy nagy terjedelmű történelmi–földrajzi–néprajzi jellegű, 19. század végi magyar nyelvű kiadvány, mely az Osztrák–Magyar Monarchia bemutatását kísérelte meg.

## Története
A magyar könyvkiadás egyik legnagyobb szabású és legigényesebb, illusztrált vállalkozása. A gazdagon díszített borítójú és tartalmú kiadvány 1886 és 1901 között jelent meg 21 nagy alakú kötetben, mintegy 18.933 oldal terjedelemben. (A kor gyakorlata szerint az egyes fejezetek először füzetekben jelentek meg és utólag köttették be, de „készre kötve” is lehetett kapni.) Kiadója a Magyar Királyi Államnyomda volt. (A német nyelvű változat, Die österreichisch-ungarische Monarchie in Wort und Bild 24 kötetet számlált és 1902-ig jelent meg.)
„Az összesen 396 füzetben megjelent munka 21 kötetet tesz ki, 572 közleménnyel, 4520 rajzzal és 19 színes képmelléklettel. A szerkesztési munkálatok 1884-ben kezdődtek; a magyar kiadás első füzete 1885. december 1-jén látott napvilágot, az utolsó, 396. füzet 1901. október 1-jén.” A magyar kiadás terjesztését "mint bizományos, a Révai Testvérek Irodalmi Intézet részvénytársaság intézte Budapesten".
Az ötletgazda és kezdeményező Ferenc József császár fia, „Rezső királyfi” volt. Az első kötet címlapja szerint: „Rudolf trónörökös főherczeg Ő császári és királyi fensége kezdeményezéséből és közremunkálásával”. A magyarbarát trónörökös Jókai Mórt kérte föl a kiadvány magyar változatának főszerkesztőjéül (az osztrák változat főszerkesztője Joseph von Weilen udvari tanácsos lett). Habsburg–Lotaringiai Rudolf osztrák-magyar trónörökös koncepciójáról és Jókai Mór szerepéről bővebben lásd Szívós Erika tanulmányát.

### Utóélete
2005-ben a Faximilex kiadó a Magyarország I–II. kötetet hasonmásban adta közre. 2012-ben a Méry Ratio Kiadó reprint kiadásban az egész művet ismét megjelentette, elektronikus formában pedig az Arcanum Kft. tette közzé honlapján.

## Kötetei
| Kötetszám | Kötetcím                                                                     | Kiadási év |
| --------- | ---------------------------------------------------------------------------- | ---------- |
| I.        | Bevezető kötet                                                               | 1886       |
| II.       | Bécs és Alsó-Ausztria                                                        | 1888       |
| III.      | Magyarország I.                                                              | 1888       |
| IV.       | Felső-Ausztria és Salzburg                                                   | 1889       |
| V.        | Stiria                                                                       | 1890       |
| VI.       | Karinthia és Krajna                                                          | 1891       |
| VII.      | Magyarország II.                                                             | 1891       |
| VIII.     | Az osztrák Tengermellék és Dalmáczia                                         | 1892       |
| IX.       | Magyarország III.                                                            | 1893       |
| X.        | Tirol és Voralberg                                                           | 1893       |
| XI.       | Csehország I.                                                                | 1894       |
| XII.      | Csehország II.                                                               | 1896       |
| XIII.     | Magyarország IV.                                                             | 1896       |
| XIV.      | Morvaország és Szilézia                                                      | 1897       |
| XV.       | Magyarország V. Felső-Magyarország I.                                        | 1898       |
| XVI.      | Galiczia                                                                     | 1898       |
| XVII.     | Bukovina                                                                     | 1899       |
| XVIII.    | Magyarország VI. Felső-Magyarország II.                                      | 1900       |
| XIX.      | Bosznia és Herczegovina                                                      | 1901       |
| XX.       | Magyarország VII. Délkeleti Magyarország: Erdély és a szomszédos hegyvidékek | 1901       |
| XXI.      | Szent István koronája országai VIII. Horvát-Szlavonország                    | 1901       |